# Disney's Parade of dreams

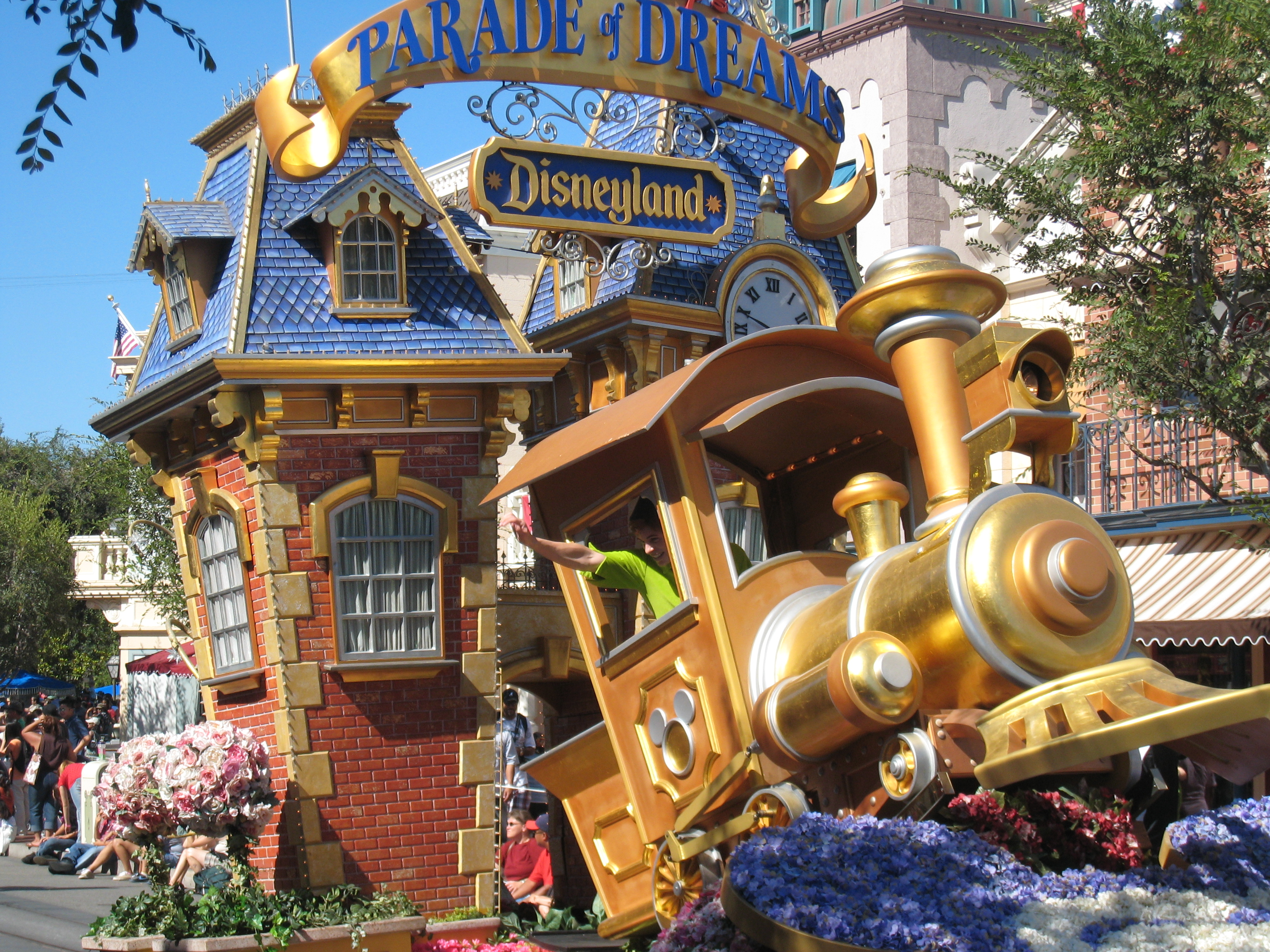
Desfile de los sueños de Disney.

Disney's Parade of dreams (traducido como Desfile de los sueños de Disney) es un espectáculo en vivo creado para celebrar el quincuagésimo aniversario del primer parque temático Disney en el mundo, Disneyland.
A pesar de que los festejos por el aniversario del parque finalizaron en 2006, el desfile aún se continúa realizando en la actualidad.

## Detalles del espectáculo
- Creación: El desfile fue creado en mayo de 2005 como parte de los festejos por la celebración más feliz del mundo.
- Duración aproximada: Su duración es de 35 minutos (incluidas las paradas que realiza durante su recorrido total).
- Decoración: Cada carro alegórico está ambientado con el contorno de la cabeza de Mickey Mouse y es acompañado por melodías diversas de acuerdo al personaje Disney del que se trate.
- Personajes participantes: Peter Pan, Campanita, Pinocchio, Bella y Bestia, Ariel, Alicia (País de las maravillas), Simba, Timon, Pumba (El rey león), Mickey y Minnie, Pato Donald, Goofy, Chip y Dale y princesas Disney (Cenicienta, Blanca Nieves, Aurora).

- Datos: Q3565604
- Multimedia: Walt Disney's Parade of Dreams / Q3565604